# 934th Airlift Wing

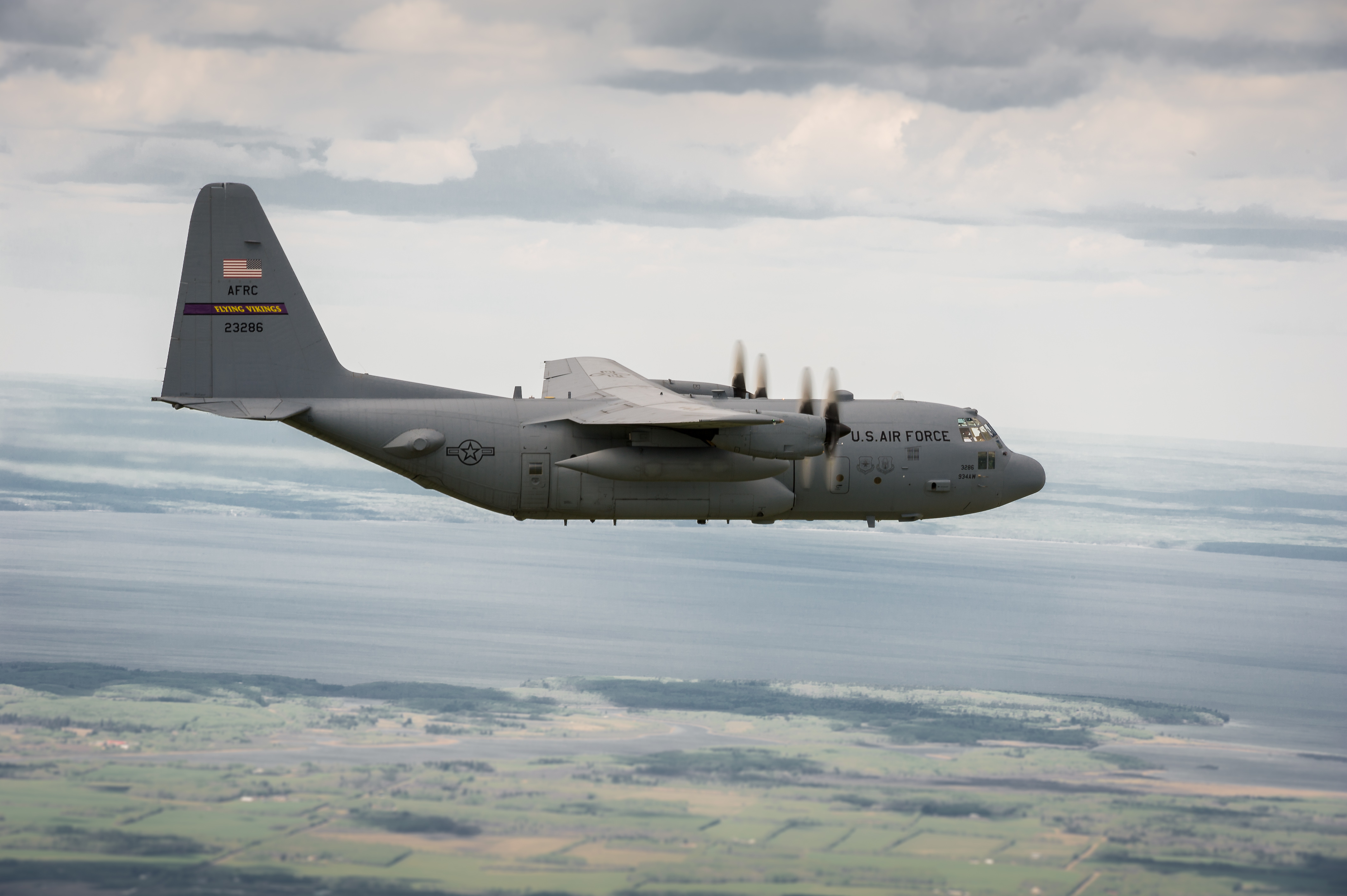
C-130H dello Stormo

Il 934th Airlift Wing è uno stormo da trasporto dell'Air Force Reserve Command, inquadrato nella Twenty-Second Air Force. Il suo quartier generale è situato presso la Minneapolis-St. Paul Air Reserve Station, nel Minnesota.

## Organizzazione
Attualmente, al settembre 2017, lo stormo controlla:
- 934th Operations Group, striscia di coda viola con scritta FLYING VIKINGS in giallo
  -  96th Airlift Squadron - Equipaggiato con 8 C-130H
  - 934th Operations Support Squadron
  - 934th Aeromedical Evacuation Squadron
- 934th Maintenance Group
  - 934th Aircraft Maintenance Squadron
  - 934th Maintenance Squadron
  - 934th Maintenance Operations Flight
- 934th Mission Support Group
  - 27th Aerial Port Squadron
  - 934th Civil Engineer Squadron
  - 934th Security Forces Squadron
  - 934th Communications Flight
  - 934th Logistics Readiness Squadron
  - 934th Force Support Squadron
- 934th Aeromedical Staging Squadron